# Coccyzus
A Coccyzus (Coccyzinae) a madarak osztályának kakukkalakúak (Cuculiformes) rendjébe és a kakukkfélék (Cuculidae) családjába tartozó nem.
Egyes rendszerbesorolások a selyemkakukkformák (Phaenicophaeinae) alcsaládjába sorolják a nemet.

## Rendszerezésük
A nembe az alábbi 9 faj tartozik:
- Coccyzus melacoryphus
- sárgacsőrű esőkakukk (Coccyzus americanus)
- Coccyzus euleri
- mangrovekakukk (Coccyzus minor)
- Kókusz-szigeti esőkakukk (Coccyzus ferrugineus)
- feketecsőrű esőkakukk (Coccyzus erythropthalmus)
- Coccyzus lansbergi
- Coccyzus pluvialis
- Coccyzus rufigularis
- Coccyzus vetula
- Puerto Ricó-i gyíkászkakukk (Coccyzus vieilloti)
- Coccyzus merlini
- Coccyzus longirostris
- törpeesőkakukk (Coccyzus pumilus)
- szürke esőkakukk (Coccyzus cinereus)